# Alan Fletcher
Alan Fletcher, född 30 mars 1957 i Perth, Australien, är en australisk skådespelare, mest känd för sin roll som Karl Kennedy i tv-serien Grannar som han medverkat i sedan 1994.

## Filmografi (filmer som haft svensk premiär)
- 1989 - Tillbaka hem - Barry
- 1993 - Oförsvarligt uppträdande - Henry Landers
- 1993 - Nådigt uppdrag - Frank